# Tolgay Arslan
Tolgay Ali Arslan (Paderborn, 1990. augusztus 16. –) német születésű török labdarúgó, a Sanfrecce Hirosima középpályása.

## Sikerei, díjai
- Beşiktaş
  - Török bajnok: 2015–16, 2016–17